# Suarius fedtschenkoi
Suarius fedtschenkoi är en insektsart som först beskrevs av Mclachlan in Fedchenko 1875.  Suarius fedtschenkoi ingår i släktet Suarius och familjen guldögonsländor. Inga underarter finns listade i Catalogue of Life.